# Bacillus
Bacillus és un gènere de bacteris, bacils (en forma de bastó) i gram positiu. El gènere Bacillus pertany a la divisió dels firmicuts. Són aerobis estrictes o anaerobis facultatius. En condicions adverses formen una endòspora de situació central, que deforma l'estructura de la cèl·lula. Aquesta forma esporulada és resistent a les altes temperatures i als desinfectants químics corrents.
La majoria d'espècies donen positiu a la prova de la catalasa i són sapròfits. Viuen en terra, aigua del mar i rius, a part d'aliments que contaminen amb la seva presència. Encara que generalment són mòbils, amb flagels peritrics, algunes espècies d'interès sanitari (B. anthracis, causant de l'àntrax) són immòbils. Hi ha espècies productores d'antibiòtics.

## Classificació
Habitualment es fan servir criteris ecofisiològics per agrupar les diferents espècies, en lloc d'emprar tàxons filogenètics de difícil diferenciació. Aproximadament hi ha unes 380 espècies catalogades.
- Acidòfils
  - Bacillus acidocaldarius
  - Bacillus coagulans
  - Bacillus polymyxa
- Alcalinòfils
  - Bacillus alkalophilus
  - Bacillus pasteurii
- Halòfils
  - Bacillus pantothenticus
  - Bacillus pasteurii
- Psicrotrofs
  - Bacillus globisporus
  - Bacillus insolitus
  - Bacillus marinus
  - Bacillus macquariensis
  - Bacillus megaterium
  - Bacillus polymyxa
- Termòfils
  - Bacillus acidocaldarius
  - Bacillus schlegelii
  - Bacillus stearothermophilus
- Denitrificants
  - Bacillus azotoformans
  - Bacillus cereus
  - Bacillus laterosporus
  - Bacillus licheniformis
  - Bacillus pasteurii
  - Bacillus stearothermophilus
- Fixadors del nitrogen
  - Bacillus macerans
  - Bacillus polymyxa
- Productors d'antibiòtics
  - Bacillus brevis
  - Bacillus cereus
  - Bacillus circulans
  - Bacillus laterosporus
  - Bacillus licheniformis
  - Bacillus polymyxa
  - Bacillus pumilus
  - Bacillus subtilis
- Patògens d'insectes
  - Bacillus larvae
  - Bacillus lentimorbis
  - Bacillus popilliae
  - Bacillus thuringiensis
- Patògens de vertebrats
  - Bacillus alvei
  - Bacillus anthracis
  - Bacillus cereus
  - Bacillus coagulans
  - Bacillus laterosporus
  - Bacillus megaterium
  - Bacillus subtilis
  - Bacillus sphaericus
  - Bacillus circulans
  - Bacillus brevis
  - Bacillus licheniformis
  - Bacillus macerans
  - Bacillus pumilus
  - Bacillus thuringiensis